# Outside (canção)
"Outside" (Fora em português) é uma canção do DJ e produtor escocês Calvin Harris, do seu quarto álbum de estúdio, Motion. Foi lançada em 20 de outubro de 2014 e é o quarto single do álbum. A canção tem participação de Ellie Goulding, que canta pela segunda vez ao lado do DJ, tendo cantado com o mesmo pela primeira vez em "I Need Your Love", de 2013. "Outside" foi incluída na versão deluxe do terceiro álbum de estúdio de Goulding, Delirium.

## Videoclipe
O vídeo é sobre relacionamentos em desgaste ou no fim, onde Goulding canta: "Fire's out, what do you want to be?" (O fogo se apagou, o que você quer ser?). O vídeo leva isso ao extremo: há lutas, gritos e louças quebradas. No final, o tempo para, mas Ellie e Calvin não.

## Paradas
| Parada (2014)                                 | Melhor posição |
| --------------------------------------------- | -------------- |
| Alemanha (Media Control Charts)               | 49             |
| Austrália (ARIA)                              | 8              |
| Áustria (Ö3 Austria Top 75)                   | 52             |
| Bélgica (Ultratip Bubbling Under de Flandres) | 37             |
| Canadá (Canadian Hot 100)                     | 33             |
| Escócia (Scottish Singles Top 40)             | 3              |
| Estados Unidos (Billboard Hot 100)            | 68             |
| Estados Unidos (Dance/Electronic Songs)       | 7              |
| Finlândia (Suomen virallinen lista)           | 15             |
| Irlanda (IRMA)                                | 22             |
| Países Baixos (Single Top 100)                | 59             |
| Reino Unido (UK Singles Chart)                | 6              |
| Reino Unido (UK Dance Chart)                  | 1              |

## Histórico de lançamentos
| Região      | Data                  | Gravadora       | Formato(s)       |
| ----------- | --------------------- | --------------- | ---------------- |
| Mundo       | 20 de outubro de 2014 | Fly Eye Records | Descarga digital |
| Reino Unido | 3 de novembro de 2014 | Fly Eye Records | Descarga digital |